# Grand Prix de Voleibol de 2004
O Grand Prix de Voleibol de 2004 foi a 12ª edição do torneio feminino de voleibol organizado pela Federação Internacional FIVB. Foi diputado por doze países entre 9 de julho e 1 de agosto. A Fase Final foi realizada em Reggio Calabria, na Itália.

## Equipes participantes
Equipes que participaram da edição 2004 do Grand Prix
- Alemanha
- Brasil
- China
- Coreia do Sul
- Cuba
- Estados Unidos
- Itália
- Japão
- Polónia
- República Dominicana
- Rússia
- Tailândia

## Primeira Rodada

### Grupo A - Bangkok
| Pos | Equipe         | Pts | V | D | SP | SC | SA    | PP  | PC  | PA    |
| --- | -------------- | --- | - | - | -- | -- | ----- | --- | --- | ----- |
| 1   | Cuba           | 6   | 3 | 0 | 9  | 2  | 4,500 | 260 | 211 | 1,232 |
| 2   | Estados Unidos | 5   | 2 | 1 | 8  | 3  | 2,667 | 255 | 221 | 1,154 |
| 3   | Tailândia      | 4   | 1 | 2 | 3  | 8  | 0,375 | 216 | 257 | 0,840 |
| 4   | Coreia do Sul  | 3   | 0 | 3 | 2  | 9  | 0,222 | 219 | 261 | 0,839 |

PTS - pontos, J - jogos, V - vitórias, D - derrotas, SP - sets pró, SC - sets contra, SA - sets average, PP - pontos pró, PC - pontos contra, PA - ponto average
| Data  | Jogo           | Jogo | Jogo           | Parciais | Parciais | Parciais | Parciais | Parciais |
| Data  | Jogo           | Jogo | Jogo           | 1        | 2        | 3        | 4        | 5        |
| ----- | -------------- | ---- | -------------- | -------- | -------- | -------- | -------- | -------- |
| 9/07  | Tailândia      | 0-3  | Cuba           | 17-25    | 19-25    | 22-25    | -        | -        |
| 9/07  | Estados Unidos | 3-0  | Coreia do Sul  | 28-26    | 25-13    | 25-22    | -        | -        |
| 10/07 | Tailândia      | 3-2  | Coreia do Sul  | 30-28    | 19-25    | 19-25    | 25-21    | 15-8     |
| 10/07 | Cuba           | 3-2  | Estados Unidos | 23-25    | 25-17    | 22-25    | 25-22    | 15-13    |
| 11/07 | Tailândia      | 0-3  | Estados Unidos | 20-25    | 18-25    | 12-25    | -        | -        |
| 11/07 | Cuba           | 3-0  | Coreia do Sul  | 25-18    | 25-16    | 25-17    | -        | -        |

### Grupo B - Miao Li
| Pos | Equipe               | Pts | V | D | SP | SC | SA    | PP  | PC  | PA    |
| --- | -------------------- | --- | - | - | -- | -- | ----- | --- | --- | ----- |
| 1   | Brasil               | 6   | 3 | 0 | 9  | 2  | 4,500 | 267 | 210 | 1,271 |
| 2   | China                | 5   | 2 | 1 | 7  | 3  | 2,333 | 237 | 218 | 1,087 |
| 3   | Alemanha             | 4   | 1 | 2 | 4  | 6  | 0,667 | 196 | 226 | 0,867 |
| 4   | República Dominicana | 3   | 0 | 3 | 0  | 9  | 0     | 180 | 226 | 0,796 |

PTS - pontos, J - jogos, V - vitórias, D - derrotas, SP - sets pró, SC - sets contra, SA - sets average, PP - pontos pró, PC - pontos contra, PA - ponto average
| Data  | Jogo     | Jogo | Jogo                 | Parciais | Parciais | Parciais | Parciais | Parciais |
| Data  | Jogo     | Jogo | Jogo                 | 1        | 2        | 3        | 4        | 5        |
| ----- | -------- | ---- | -------------------- | -------- | -------- | -------- | -------- | -------- |
| 9/07  | Brasil   | 3-0  | República Dominicana | 25-20    | 25-23    | 25-16    | -        | -        |
| 9/07  | China    | 3-0  | Alemanha             | 25-19    | 25-22    | 25-15    | -        | -        |
| 10/07 | Brasil   | 3-1  | Alemanha             | 17-25    | 25-13    | 25-9     | 25-18    | -        |
| 10/07 | China    | 3-0  | República Dominicana | 25-20    | 26-24    | 25-18    | -        | -        |
| 11/07 | Alemanha | 3-0  | República Dominicana | 25-21    | 25-18    | 25-20    | -        | -        |
| 11/07 | Brasil   | 3-1  | China                | 27-25    | 23-25    | 25-18    | 25-18    | -        |

### Grupo C - Kawasaki
| Pos | Equipe  | Pts | V | D | SP | SC | SA    | PP  | PC  | PA    |
| --- | ------- | --- | - | - | -- | -- | ----- | --- | --- | ----- |
| 1   | Itália  | 6   | 3 | 0 | 9  | 3  | 3,000 | 271 | 239 | 1,134 |
| 2   | Rússia  | 5   | 2 | 1 | 8  | 4  | 2,000 | 268 | 244 | 1,098 |
| 3   | Polónia | 4   | 1 | 2 | 3  | 8  | 0,375 | 224 | 246 | 0,911 |
| 4   | Japão   | 3   | 0 | 3 | 4  | 9  | 0,444 | 270 | 304 | 0,888 |

PTS - pontos, J - jogos, V - vitórias, D - derrotas, SP - sets pró, SC - sets contra, SA - sets average, PP - pontos pró, PC - pontos contra, PA - ponto average
| Data  | Jogo    | Jogo | Jogo    | Parciais | Parciais | Parciais | Parciais | Parciais |
| Data  | Jogo    | Jogo | Jogo    | 1        | 2        | 3        | 4        | 5        |
| ----- | ------- | ---- | ------- | -------- | -------- | -------- | -------- | -------- |
| 9/07  | Polônia | 0-3  | Rússia  | 12-25    | 22-25    | 17-25    | -        | -        |
| 9/07  | Japão   | 1-3  | Itália  | 25-18    | 20-25    | 20-25    | 19-25    | -        |
| 10/07 | Rússia  | 2-3  | Itália  | 20-25    | 17-25    | 25-22    | 25-16    | 10-15    |
| 10/07 | Japão   | 2-3  | Polônia | 25-22    | 16-25    | 14-25    | 30-28    | 11-15    |
| 11/07 | Itália  | 3-0  | Polônia | 25-15    | 25-21    | 25-22    | -        | -        |
| 11/07 | Japão   | 1-3  | Rússia  | 22-25    | 25-21    | 20-25    | 23-25    | -        |

## Segunda Rodada

### Grupo D - Manila
| Pos | Equipe               | Pts | V | D | SP | SC | SA    | PP  | PC  | PA    |
| --- | -------------------- | --- | - | - | -- | -- | ----- | --- | --- | ----- |
| 1   | Brasil               | 6   | 3 | 0 | 9  | 0  | MAX   | 225 | 164 | 1,372 |
| 2   | Polónia              | 4   | 1 | 2 | 4  | 6  | 0,667 | 215 | 235 | 0,915 |
| 3   | Coreia do Sul        | 4   | 1 | 2 | 3  | 6  | 0,500 | 195 | 200 | 0,975 |
| 4   | República Dominicana | 3   | 1 | 2 | 3  | 7  | 0,429 | 198 | 234 | 0,846 |

PTS - pontos, J - jogos, V - vitórias, D - derrotas, SP - sets pró, SC - sets contra, SA - sets average, PP - pontos pró, PC - pontos contra, PA - ponto average
| Data  | Jogo          | Jogo | Jogo                 | Parciais | Parciais | Parciais | Parciais | Parciais |
| Data  | Jogo          | Jogo | Jogo                 | 1        | 2        | 3        | 4        | 5        |
| ----- | ------------- | ---- | -------------------- | -------- | -------- | -------- | -------- | -------- |
| 16/07 | Brasil        | 3-0  | República Dominicana | 25-16    | 25-17    | 25-19    | -        | -        |
| 16/07 | Coreia do Sul | 0-3  | Polônia              | 21-25    | 22-25    | 21-25    | -        | -        |
| 17/07 | Coreia do Sul | 3-0  | República Dominicana | 25-19    | 25-17    | 25-14    | -        | -        |
| 17/07 | Brasil        | 3-0  | Polônia              | 25-14    | 25-22    | 25-20    | -        | -        |
| 18/07 | Polônia       | 1-3  | República Dominicana | 13-25    | 26-28    | 25-18    | 20-25    | -        |
| 18/07 | Brasil        | 3-0  | Coreia do Sul        | 25-22    | 25-15    | 25-19    | -        | -        |

### Grupo E - Hong Kong
| Pos | Equipe         | Pts | V | D | SP | SC | SA    | PP  | PC  | PA    |
| --- | -------------- | --- | - | - | -- | -- | ----- | --- | --- | ----- |
| 1   | China          | 6   | 3 | 0 | 9  | 3  | 3,000 | 272 | 246 | 1,106 |
| 2   | Estados Unidos | 5   | 2 | 1 | 8  | 5  | 1,600 | 282 | 264 | 1,068 |
| 3   | Itália         | 4   | 1 | 2 | 6  | 7  | 0,857 | 296 | 284 | 1,042 |
| 4   | Tailândia      | 3   | 0 | 3 | 1  | 9  | 0,111 | 190 | 246 | 0,772 |

PTS - pontos, J - jogos, V - vitórias, D - derrotas, SP - sets pró, SC - sets contra, SA - sets average, PP - pontos pró, PC - pontos contra, PA - ponto average
| Data  | Jogo           | Jogo | Jogo           | Parciais | Parciais | Parciais | Parciais | Parciais |
| Data  | Jogo           | Jogo | Jogo           | 1        | 2        | 3        | 4        | 5        |
| ----- | -------------- | ---- | -------------- | -------- | -------- | -------- | -------- | -------- |
| 16/07 | Itália         | 2-3  | Estados Unidos | 20-25    | 25-17    | 25-18    | 22-25    | 15-17    |
| 16/07 | China          | 3-0  | Tailândia      | 25-19    | 25-20    | 25-9     | -        | -        |
| 17/07 | Itália         | 3-1  | Tailândia      | 25-17    | 27-25    | 19-25    | 25-22    | -        |
| 17/07 | China          | 3-2  | Estados Unidos | 20-25    | 28-26    | 16-25    | 25-20    | 15-9     |
| 18/07 | Estados Unidos | 3-0  | Tailândia      | 25-19    | 25-14    | 25-20    | -        | -        |
| 18/07 | China          | 3-1  | Itália         | 17-25    | 25-21    | 25-23    | 26-24    | -        |

### Grupo F - Jacarta
| Pos | Equipe   | Pts | V | D | SP | SC | SA    | PP  | PC  | PA    |
| --- | -------- | --- | - | - | -- | -- | ----- | --- | --- | ----- |
| 1   | Cuba     | 6   | 3 | 0 | 9  | 2  | 4,500 | 260 | 211 | 1,232 |
| 2   | Rússia   | 4   | 1 | 2 | 6  | 6  | 1,000 | 216 | 257 | 0,840 |
| 3   | Japão    | 4   | 1 | 2 | 4  | 7  | 0,571 | 216 | 257 | 0,840 |
| 4   | Alemanha | 4   | 1 | 2 | 4  | 7  | 0,571 | 219 | 261 | 0,839 |

PTS - pontos, J - jogos, V - vitórias, D - derrotas, SP - sets pró, SC - sets contra, SA - sets average, PP - pontos pró, PC - pontos contra, PA - ponto average
| Data  | Jogo     | Jogo | Jogo     | Parciais | Parciais | Parciais | Parciais | Parciais |
| Data  | Jogo     | Jogo | Jogo     | 1        | 2        | 3        | 4        | 5        |
| ----- | -------- | ---- | -------- | -------- | -------- | -------- | -------- | -------- |
| 16/07 | Rússia   | 1-3  | Japão    | 25-12    | 20-25    | 19-25    | 25-27    | -        |
| 16/07 | Cuba     | 3-1  | Alemanha | 25-19    | 25-16    | 18-25    | 25-20    | -        |
| 17/07 | Alemanha | 3-1  | Japão    | 24-26    | 25-17    | 25-19    | 25-19    | -        |
| 17/07 | Rússia   | 2-3  | Cuba     | 25-22    | 20-25    | 25-21    | 21-25    | 10-15    |
| 18/07 | Cuba     | 3-1  | Japão    | 24-26    | 25-15    | 25-13    | 25-22    | -        |
| 18/07 | Rússia   | 3-0  | Alemanha | 25-22    | 29-27    | 25-18    | -        | -        |

## Terceira Rodada

### Grupo G - Rostock
| Pos | Equipe         | Pts | V | D | SP | SC | SA    | PP  | PC  | PA    |
| --- | -------------- | --- | - | - | -- | -- | ----- | --- | --- | ----- |
| 1   | Alemanha       | 6   | 3 | 0 | 9  | 5  | 1,800 | 311 | 293 | 1,061 |
| 2   | Estados Unidos | 5   | 2 | 1 | 8  | 6  | 1,333 | 307 | 268 | 1,146 |
| 3   | Rússia         | 4   | 1 | 2 | 6  | 7  | 0,857 | 283 | 291 | 0,973 |
| 4   | Tailândia      | 3   | 0 | 3 | 4  | 9  | 0,444 | 257 | 306 | 0,840 |

PTS - pontos, J - jogos, V - vitórias, D - derrotas, SP - sets pró, SC - sets contra, SA - sets average, PP - pontos pró, PC - pontos contra, PA - ponto average
| Data  | Jogo           | Jogo | Jogo           | Parciais | Parciais | Parciais | Parciais | Parciais |
| Data  | Jogo           | Jogo | Jogo           | 1        | 2        | 3        | 4        | 5        |
| ----- | -------------- | ---- | -------------- | -------- | -------- | -------- | -------- | -------- |
| 22/07 | Rússia         | 1-3  | Estados Unidos | 13-25    | 25-21    | 21-25    | 15-25    | -        |
| 22/07 | Alemanha       | 3-1  | Tailândia      | 25-14    | 25-20    | 23-25    | 25-22    | -        |
| 23/07 | Estados Unidos | 3-2  | Tailândia      | 25-17    | 25-20    | 22-25    | 22-25    | 15-5     |
| 23/07 | Alemanha       | 3-2  | Rússia         | 25-18    | 16-25    | 27-29    | 28-26    | 15-12    |
| 24/07 | Rússia         | 3-1  | Tailândia      | 22-25    | 25-17    | 27-25    | 25-17    | -        |
| 24/07 | Alemanha       | 3-2  | Estados Unidos | 25-23    | 21-25    | 16-25    | 25-17    | 15-12    |

### Grupo H - Hefei
| Pos | Equipe               | Pts | V | D | SP | SC | SA    | PP  | PC  | PA    |
| --- | -------------------- | --- | - | - | -- | -- | ----- | --- | --- | ----- |
| 1   | China                | 5   | 2 | 1 | 7  | 4  | 1,750 | 258 | 222 | 1,162 |
| 2   | Polónia              | 5   | 2 | 1 | 7  | 4  | 1,750 | 248 | 250 | 0,992 |
| 3   | Itália               | 5   | 2 | 1 | 6  | 5  | 1,200 | 256 | 251 | 1,020 |
| 4   | República Dominicana | 3   | 0 | 3 | 2  | 9  | 0,222 | 234 | 273 | 0,857 |

PTS - pontos, J - jogos, V - vitórias, D - derrotas, SP - sets pró, SC - sets contra, SA - sets average, PP - pontos pró, PC - pontos contra, PA - ponto average
| Data  | Jogo    | Jogo | Jogo                 | Parciais | Parciais | Parciais | Parciais | Parciais |
| Data  | Jogo    | Jogo | Jogo                 | 1        | 2        | 3        | 4        | 5        |
| ----- | ------- | ---- | -------------------- | -------- | -------- | -------- | -------- | -------- |
| 22/07 | Itália  | 0-3  | Polônia              | 22-25    | 23-25    | 18-25    | -        | -        |
| 22/07 | China   | 3-0  | República Dominicana | 25-11    | 25-21    | 25-22    | -        | -        |
| 23/07 | Itália  | 3-1  | República Dominicana | 25-20    | 23-25    | 29-27    | 25-19    | -        |
| 23/07 | China   | 3-1  | Polônia              | 25-19    | 25-18    | 23-25    | 25-15    | -        |
| 24/07 | Polônia | 3-1  | República Dominicana | 21-25    | 25-20    | 25-22    | 25-22    | -        |
| 24/07 | China   | 1-3  | Itália               | 25-16    | 19-25    | 21-25    | 20-25    | -        |

### Grupo I - Jeju
| Pos | Equipe        | Pts | V | D | SP | SC | SA    | PP  | PC  | PA    |
| --- | ------------- | --- | - | - | -- | -- | ----- | --- | --- | ----- |
| 1   | Brasil        | 6   | 3 | 0 | 9  | 1  | 9,000 | 248 | 195 | 1,272 |
| 2   | Cuba          | 5   | 2 | 1 | 6  | 4  | 1,500 | 237 | 217 | 1,092 |
| 3   | Japão         | 4   | 1 | 2 | 4  | 7  | 0,571 | 231 | 265 | 0,872 |
| 4   | Coreia do Sul | 3   | 0 | 3 | 2  | 9  | 0,222 | 232 | 271 | 0,856 |

PTS - pontos, J - jogos, V - vitórias, D - derrotas, SP - sets pró, SC - sets contra, SA - sets average, PP - pontos pró, PC - pontos contra, PA - ponto average
| Data  | Jogo          | Jogo | Jogo   | Parciais | Parciais | Parciais | Parciais | Parciais |
| Data  | Jogo          | Jogo | Jogo   | 1        | 2        | 3        | 4        | 5        |
| ----- | ------------- | ---- | ------ | -------- | -------- | -------- | -------- | -------- |
| 22/07 | Coreia do Sul | 1-3  | Cuba   | 25-21    | 23-25    | 14-25    | 22-25    | -        |
| 22/07 | Brasil        | 3-1  | Japão  | 25-13    | 25-17    | 22-25    | 25-19    | -        |
| 23/07 | Coreia do Sul | 0-3  | Brasil | 18-25    | 20-25    | 17-25    | -        | -        |
| 23/07 | Cuba          | 3-0  | Japão  | 25-21    | 25-14    | 25-22    | -        | -        |
| 24/07 | Brasil        | 3-0  | Cuba   | 25-20    | 26-24    | 25-22    | -        | -        |
| 24/07 | Coreia do Sul | 1-3  | Japão  | 27-29    | 19-25    | 25-21    | 22-25    | -        |

## Fase final
A fase final do Grand Prix 2004 foi disputado na cidade italiana de Reggio Calabria entre os dias 28/07 e 1/08. As donas da casa mais as cinco equipes classificadas da fase anterior disputaram o título.

### Grupo A
| Data  | Jogo           | Jogo | Jogo           | Parciais | Parciais | Parciais | Parciais | Parciais |
| Data  | Jogo           | Jogo | Jogo           | 1        | 2        | 3        | 4        | 5        |
| ----- | -------------- | ---- | -------------- | -------- | -------- | -------- | -------- | -------- |
| 28/07 | Itália         | 1-3  | China          | 20-25    | 23-25    | 26-24    | 20-25    | -        |
| 29/07 | China          | 0-3  | Estados Unidos | 23-25    | 18-25    | 20-25    | -        | -        |
| 30/07 | Estados Unidos | 1-3  | Itália         | 22-25    | 23-25    | 25-22    | 19-25    | -        |

### Grupo B
| Data  | Jogo     | Jogo | Jogo     | Parciais | Parciais | Parciais | Parciais | Parciais |
| Data  | Jogo     | Jogo | Jogo     | 1        | 2        | 3        | 4        | 5        |
| ----- | -------- | ---- | -------- | -------- | -------- | -------- | -------- | -------- |
| 28/07 | Brasil   | 2-3  | Cuba     | 25-20    | 24-26    | 25-21    | 19-25    | 12-15    |
| 29/07 | Cuba     | 3-0  | Alemanha | 25-20    | 25-21    | 25-21    | -        | -        |
| 30/07 | Alemanha | 1-3  | Brasil   | 15-25    | 25-20    | 16-25    | 9-25     | -        |

### Disputa de 5º lugar
| Data  | Jogo  | Jogo | Jogo     | Parciais | Parciais | Parciais | Parciais | Parciais |
| Data  | Jogo  | Jogo | Jogo     | 1        | 2        | 3        | 4        | 5        |
| ----- | ----- | ---- | -------- | -------- | -------- | -------- | -------- | -------- |
| 31/07 | China | 3-2  | Alemanha | 25-15    | 23-25    | 30-32    | 25-14    | 16-14    |

### Semifinais
| Data  | Jogo   | Jogo | Jogo           | Parciais | Parciais | Parciais | Parciais | Parciais |
| Data  | Jogo   | Jogo | Jogo           | 1        | 2        | 3        | 4        | 5        |
| ----- | ------ | ---- | -------------- | -------- | -------- | -------- | -------- | -------- |
| 31/07 | Brasil | 3-2  | Estados Unidos | 25-18    | 19-25    | 25-23    | 21-25    | 19-17    |
| 31/07 | Itália | 3-1  | Cuba           | 25-21    | 26-28    | 25-22    | 27-25    | -        |

### Disputa de 3º lugar
| Data | Jogo           | Jogo | Jogo | Parciais | Parciais | Parciais | Parciais | Parciais |
| Data | Jogo           | Jogo | Jogo | 1        | 2        | 3        | 4        | 5        |
| ---- | -------------- | ---- | ---- | -------- | -------- | -------- | -------- | -------- |
| 1/08 | Estados Unidos | 3-0  | Cuba | 25-20    | 25-22    | 25-16    | -        | -        |

### FINAL
| Data | Jogo   | Jogo | Jogo   | Parciais | Parciais | Parciais | Parciais | Parciais |
| Data | Jogo   | Jogo | Jogo   | 1        | 2        | 3        | 4        | 5        |
| ---- | ------ | ---- | ------ | -------- | -------- | -------- | -------- | -------- |
| 1/08 | Brasil | 3-1  | Itália | 25-19    | 25-19    | 24-26    | 25-19    | -        |

## Classificação final
| Campeão | Vice-campeão | Terceiro lugar |
| Brasil Fabiana Claudino · Fernanda Venturini · Érika Coimbra · Elisângela Oliveira · Marianne Steinbrecher · Arlene Xavier · Bia · Caroline Gattaz · Hélia Souza · Walewska Oliveira · Valeska Menezes · Welissa Gonzaga · Virna Dias · Leila Barros | Itália Simona Gioli · Simona Rinieri · Elisa Togut · Manuela Leggeri · Sara Anzanello · Valentina Fiorin · Maurizia Cacciatori · Jenny Barazza · Nadia Centoni · Paola Paggi · Darina Mifkova · Francesca Piccinini · Manuela Secolo · Eleonora Lo Bianco · Antonella Del Core · Francesca Ferretti · Paola Cardullo · Isabella Zilio | Estados Unidos Prikeba Phipps · Danielle Scott-Arruda · Tayyiba Haneef · Lindsey Berg · Stacy Sykora · Elisabeth Bachman · Heather Bown · Greichaly Cepero Febres · Ogonna Nnamani · Sarah Drury · Robyn Ah Mow-Santos · Nancy Metcalf · Tara Cross-Battle · Elisha Thomas · Logan Tom · Sarah Noriega · Therese Crawford · Cynthia Barboza |

| 4  | Cuba                 |
| 5  | China                |
| 6  | Alemanha             |
| 7  | Rússia               |
| 8  | Polônia              |
| 9  | Japão                |
| 10 | Tailândia            |
| 11 | Coreia do Sul        |
| 12 | República Dominicana |

### Prêmios individuais
| MVP (Most Valuable Player) | Logan Tom           | Estados Unidos |
| Melhor atacante            | Yumilka Ruiz        | Cuba           |
| Melhor bloqueio            | Manuela Leggeri     | Itália         |
| Melhor saque               | Logan Tom           | Estados Unidos |
| Melhor líbero              | Na Zhang            | China          |
| Melhor levantadora         | Fernanda Venturini  | Brasil         |
| Maiores pontuadoras        | Yumilka Ruiz        | Cuba           |
| Maiores pontuadoras        | Logan Tom           | Estados Unidos |
| Prêmio Fair Play           | Francesca Piccinini | Itália         |
| Jogadora Mais Popular      | Paola Cardulo       | Itália         |